# 필리오퀘 문제
필리오퀘 문제 또는 필리오케 논쟁은 기독교의 니케아-콘스탄티노폴리스 신경에 라틴어 번역에 추가로 수록한 단어로, 삼위일체에 관한 교리 논쟁이다. 번역시기의 의도는 서방교회 지역의 이단을 제어하기 위한 추가 문구로 사용하였고, 이단문제가 안정된 이후에는 삭제했다. 9세기초인 809년에 서방교회는 공식적으로 '니케아 신경'의 라틴어 번역문에서 '필리오퀘' 문구를 삭제하였다. 그러나, 11세기 로마교회의 분리를 위한 정치적 문구로 재인용하고 그 근거로 재사용하면서 교회 대분열을 상징하는 단어가 되었다. 
시작은 로마교회(서방교회)의 니케아 신경 헬라어 원본을 라틴어로 번역하는 과정의 문제였다. 즉 성령의 정의에 대해 '성부와 성자에게서(Filioque) 발하시고'라고 번역한 라틴 문구가 문제의 핵심이 된다. 번역당시에 의도한 의역으로 당시 이단이던 아리우스파를 견제하기 위한 번역이었고 이단을 구별하기 위한 문구였으므로 초기에는 신학 논쟁으로 번지지 않았다. 
아리우스주의가 사라져 문제가 없는 상황에서 필리오퀘 신경이 퍼져나가자 로마교회 대주교 레오 3세는 그렇지 않아도 동서의 권력다툼으로 번져가던 교회의 대립을 억제하는 것이 옳다고 여겼고 헬라어 원문을 따르는 방향으로 결정하였다. 그러나 9세기 들어 니콜라오 1세가 보편교회에 대한 영향력을 증대시키기 위해 불가리아에 필리오퀘 신경을 도입하면서 동방과 서방 교회의 관계가 악화일로에 들어서게 되었다. 이로 인해 기독교 신학의 주요 쟁점 가운데 하나가 되었고, 11세기 이후 상호 파문으로 인해 동서 교회가 분열되는, 교회 분열의 빌미가 되었다. 그후 13세기와 15세기에 동서방교회의 재결합을 논하는 공의회에서 이 문제가 다뤄졌으나 끝내 일치를 이루진 못하였다. 1874년과 본과 1912년 페테르스부르크에서 가톨릭과 정교회, 성공회 간에 이 문제에 관한 논의가 이루어졌지만 합의를 이루진 못하였다.

## 역사

### 역사적 전개
필리오퀘(라틴어: Filióque)란 'and also the Son(그리고 아들 또한)'라는 뜻의 라틴어로, 본래 제1차 콘스탄티노폴리스 공의회(381년)에서 채택된 것으로 알려진 니케아-콘스탄티노폴리스 신경(이하 '니케아 신경'이라 함)의 그리스어 원문에 없는 단어이나 589년 제3차 톨레도 시노드에서 아직 스페인 내에 잔존하고 있었던 아리우스주의를 경계할 의도로 서방교회가 라틴어로 번역한 니케아 신경에 처음으로 첨가하였다. 이는 당시 기독교회의 신학 표준 언어가 코이네 그리스어인 상황에서 번역어인 라틴어의 문제였고, 중요한 신앙의 기준인 니케아 신경의 원문을 정확하게 번역하지 않았던 문제이며, 신학적 문제이기도 했다.
따라서 코이네 그리스어, 헬라어 니케아 신경 원문 중 “성령은 성부에게서 발(發)하시고(토 에크 투 파트로스 에크포류오메논, τό εκ τού Πατρός εκπορευόμενον)”라는 구절은 라틴어 번역본에서 “성령은 성부와 성자에게서 발하시고(퀴 엑스 파트레 필리오퀘 프로체디트, qui ex Patre Filióque procédit)”로 바뀌게 되어, 동방 교회에서 사용하는 그리스어 니케아 신경과 서방 교회에서 번역한 라틴어 니케아 신경 간에 불일치가 발생하게 되었다. 그러나 그때까지는 아직 필리오퀘가 삽입된 니케아 신경은 스페인 내에서만 사용되고 있었다.
그러다 796년 프리울리 시노드에서 프랑크 왕국 아킬레이아의 파울리노 총대주교는 필리오퀘의 니케아 신경 삽입을 옹호하였고, 800년경에는 전체 프랑크 왕국의 미사에서 필리오퀘가 삽입된 니케아 신경이 암송되기 시작하여 널리 퍼지게 되었다. 이것이 847년 프랑크왕국의 수도자들에 의해 예루살렘에 소개되자 동방교회 수도자들의 강한 반발을 샀다.
이 문제가 레오 3세에게 와서, 레오 3세는 필리오퀘의 신학적 문제점보다 번역의 문제와 교회 일치의 문제점으로 보고, 809년 라틴어 번역본에 필리오퀘 추가를 막고자 하였고, 그는 필리오퀘가 없는 형태의 니케아 신경을 코이네 그리스어 원문과 라틴어 번역문으로 각각 작성하여 성 베드로의 묘에 봉헌된 은제 탁자 2개에 새겨넣도록 하였다. 그러나 레오3세의 의도와 달리, 널리 사용된다는 이유로 신학적 문제가 없다고 주장하며 베네딕토 8세는 1013년 필리오퀘가 삽입된 라틴어 니케아 신경을 다시 거론하여 승인하기에 이른다.
이에 서방교회에게 필리오퀘를 니케아 신경에서 삭제할 것을 강력히 주장했던 콘스탄티노폴리스 총대주교 포티우스 시대 이후로, 필리오퀘는 교황 수위권(首位權) 논쟁 등 여타의 신학적 문제와 더불어 동·서방 교회 갈등의 한 요인이 되었다.

### 역사적 의미
필리오퀘의 필요성은 서방교회인 11세기의 로마교회에만 있었다. 콘스탄티노폴리스, 알렉산드리아, 안디오키아, 예루살렘 교회에서는 전혀 필요하지 않았다. 11세기까지 역사적으로는 콘스탄티노폴리스를 중심으로 하는 5개 교회 지역의 연합체인 공교회(보편교회)의 치리 하에 있었던 로마교회, 즉 서방교회는 11세기가 되자, 이미 4세기 니케아 공의회와 5세기 칼케돈 공의회를 통해 확립된 콘스탄티노폴리스 교회를 중심으로 하는 치리를 거부하고 자치화하기 위해서는 자신들의 신학적 수위권을 주장할 근거가 필요하였다.
로마교회에서 필리오퀘 문제는 이미 809년 레오 3세가 필리오퀘가 불필요한 요소라고 인정하고, 서방지역인 로마교회에서는 공식적으로 부정하여 마무리하였다. 하지만 9세기 초에 확정한 레오 3세의 결정을 거부해가면서, 11세기가 되어 베네딕투스 8세가 이미 로마교회에서 200년전에 삭제하기로 마무리했던 케케묵은 필리오퀘 문구를 다시 꺼내들었다. 이 문구가 로마교회 즉 서방교회의 자립에 절대적으로 중요한 요소였기 때문이었다.
역사적으로 로마교회는 사도 베드로의 무덤이 있는 곳이다. 12사도들의 대표격이었던 베드로가 역사적으로는 로마지역에서 활동하지 않았지만, 처형되어 만든 무덤 존재로 로마교회는 베드로와 자신의 역사적 연계점을 주장할 수 있었다. 이는 다른 지역 교회에 없으며 로마만이 강조할 수 있는 사실이었다. 예수의 직접적인 제자, 사도 베드로는 '필리오퀘'와 융합하기 좋은 교리적 설계 대상이었다.
성부만이 아닌 성자에서 성령이 발한다는 필리오퀘의 핵심은 로마교회의 총대주교를 교황이 되게 하는 중심 문구이고, 교황을 따르는 로마교회를 콘스탄티노폴리스 교회와 분리하는 정체성을 부여하는 교리였다. 로마교회의 신학적 설계로 보면 필리오퀘라는 한 단어로 인해, 성자에게서 직접 수위권을 받은 베드로를 잇는 로마 총대주교만이 성자에게서 나오는 성령의 이끄심을 직접 받을 수 있다. 따라서 이런 성령의 이끄심을 받지 못하는 다른 총대주교보다 우위를 지니게 된다. 그리고 그 우위성을 지닌 로마 총대주교는 교황이 되고, 교황이 이끄는 로마교회는 하위에 있는 콘스탄티노폴리스 총대주교의 치리를 거부할 수 있다. 로마교회는 스스로 가장 우위의 교회이고, 다른 교회는 하위에 있으며, 로마 총대주교가 성령의 이끄심을 직접 따르는 최고의 교황이 된다는 교리적 설계가 형성된다. 하지만 로마교회, 서방교회 내부에서도 이 교리가 형성되던 11세기와 12세기에 교황의 우위 주장을 거부하는 지속적인 반대운동이 전개되었다.
필리오퀘 교리는 로마교회가 콘스탄티노플 총대주교의 치리에서 벗어나는 로마교회 총대주교, 교황과 로마교회의 정치적 자립을 위한 교리로 사용되었고, 결국 공교회였던 시기를 끝내는 교회 대분열에 가장 중추적 교리로 작용하였다.

## 동·서방 교회의 상호 파문과 그 무효화
그러던 중 교황 레오 9세 재위기간에, 교황은 콘스탄티노폴리스 총대주교 미카엘 케룰라리오스가 그의 관할지역에서 라틴전례의 관습을 금지한 것을 계기로 특사 훔베르트 추기경을 그에게 파견하여 콘스탄티노폴리스 총대주교에 대한 '세계총대주교'라는 칭호를 폐기할 것과, 필리오퀘가 들어간 신경을 공식 채택할 것을 정식으로 요구하였다. 그러나 양측의 타협이 이루어지지 않자 총대주교는 교황 특사인 추기경을, 특사는 총대주교를 서로 파문하기에 이른다(1054년).
그러나 서방교회 측의 파문의 경우 특사 파견자인 교황 레오 9세가 이미 서거한 이후였기에 그 합법성에 문제가 있고, 동방교회 측의 파문도 교황이나 서방교회 전체에 대한 것이라기보다는 특사들 개인에 대한 인신공격적인 것이었으므로 교회법상 동·서방 교회가 서로를 파문한 것으로는 볼 수 없다는 견해가 유력하다. 또한, 1965년 교황 바오로 6세와 콘스탄티노폴리스 총대주교 아테나고라스 1세는 1054년의 상호 파문을 무효화하고 화해의 인사를 나눈 바 있다.

## 신학적 합의의 시도와 좌절
동·서방 교회 재결합을 위하여 열린 리용 공의회(1274년)와 피렌체 공의회(1439년)에서, 동방교회 측이 필리오퀘의 신경 삽입은 거절하나 그 교리는 승인한다고 밝힘으로서 필리오퀘에 관한 신학적 논쟁은 일단락되는 듯 보였으나, 1472년 동방교회가 그들 단독으로 개최한 콘스탄티노폴리스 교회회의에서 위 리용과 피렌체에서의 합의를 정식으로 파기함으로써 동·서방 교회는 완전히 분열되기에 이른다.

## 동·서방 교회 양측의 입장
필리오퀘에 대한 동·서방 양측의 입장은 다음과 같다.

### 동방교회

#### 동방정교회
- 보편공의회가 채택한 신경을 전체 교회의 동의 없이 차후 변개할 수 없다.
- 성령이 성부에게서 발한다는 말씀이 성경에 기록되어 있다. (요한복음서 15장 26절)
- 성자가 성부와 함께 성령을 발한다면 신성(神性)의 근원이 둘이 되는 것이다.
- 성삼위에 2개의 본질이 성립한다면 성삼위일체의 교리에 위배되는 것이므로 이는 신앙의 오류이다.

### 서방교회

#### 천주교회
- 성부와 성자는 공동체적인 사랑안에 서로 결합되어 있다. 따라서 동방교회의 입장은 성삼위의 일치보다 차이를 강조하는 것으로 오히려 삼위일체의 정신에 반한다.
- 필리오퀘의 추가는 신경의 변개가 아니라 그 뜻을 강화하는 것으로 (필리오퀘가 없는) 신경의 원문이나 성경에 반하지 않는다.
- 성자는 성부와 본질이 같으므로 성부와 성자가 함께 동일한 성령을 발한다는 것이 제1차 니케아 공의회의 정신에 부합한다.
- 필리오퀘는 성삼위일체의 당연한 귀결로서 이를 받아들일 수 없다는 입장이 오히려 신앙의 오류이다.

#### 개신교회
- 보편공의회가 채택한 신경을 인정하여, 로마교회가 모든 교회의 동의 없이 변개하지 못한다.
- 원문인 고대 그리스어 본문을 기준으로 삼는다.
- WCC 공동 신경을 채택하여 필리오퀘 문제가 없는 본문을 확인한다.

동방교회 전통의 동방 정교회와 오리엔탈 정교회는 헬라어 원문의 니케아 신경을, 서방교회 전통의 천주교회 및 성공회는 필리오퀘가 있는 라틴어 니케아신경을 받아들이며, 서방교회 전통의 개신교는 헬라어 원문 니케아신경을  따른다. 세계교회협의회 공동 니케아 신경을 채택하여 헬라어 원문 니케아 신경을 교회일치의 일환으로 WCC 참여 개신교 교단들과 동방정교회 교단들이 기준으로 삼는다.

## 같이 보기
- 니케아-콘스탄티노폴리스 신경
- 성령
- 교회 대분열